# Sociedad del Estado
Sociedad del Estado (S.E.) era un tipo societario existente en Argentina para regular el funcionamiento de empresas públicas, aunque bien podían emplearse otros. Fue creado mediante la Ley N°20.705 de 1974 a instancias de José Ber Gelbard, ministro de Economía del tercer gobierno de Juan Domingo Perón, como una forma de dotar de mayor autonomía, transparencia y agilidad a las empresas públicas. Las sociedades del Estado tenían la estructura general de una Sociedad Anónima, según la tipología de la Ley N°19.550 de Sociedades Comerciales y funcionaban mayormente en el marco del derecho privado, aunque tenían diferentes obligaciones y responsabilidades que otros tipos societarios por lo que "siempre resta algún margen de aplicación del derecho público". En ese sentido, se trataba de un tipo jurídico que se ubicaba a medio camino entre una Sociedad Anónima y la anterior figura de Empresa del Estado.
Las sociedades del Estado no podían declararse en quiebra y en caso de dar pérdidas debían ser subvencionadas por el Estado Nacional, que en última instancia podía declararlas en disolución. Además, el capital de una Sociedad del Estado debía estar completamente en manos de instituciones o de otras empresas estatales, no pudiendo participar en ella ningún representante del sector privado. El Estado ejercía su control sobre ellas en forma interna, a través de su representación en los órganos de gobierno de la sociedad, en contraposición al control administrativo externo sobre el tipo Empresa del Estado. Eran auditadas por la Auditoría General de la Nación y la Sindicatura General de la Nación, órganos controladores del sector público.
En el pasado, casi todas las empresas públicas argentinas fueron sociedades del Estado, como la petrolera Yacimientos Petrolíferos Fiscales o Gas del Estado, la primera privatizada luego de cambiar su tipo societario y la última disuelta. Sin embargo, este tipo societario sigue en uso, lo que puede verse en empresas como la Lotería Nacional, la Administración General de Puertos o la Operadora Ferroviaria. Un caso particular es el de la ex operadora del subterráneo de la Ciudad de Buenos Aires, Subterráneos de Buenos Aires, que siguió existiendo como dueña de la red y encargada de las obras de expansión a pesar de que la prestación de servicios fue concesionadas a la empresa privada Emova.
El 20 de diciembre de 2023, el presidente Javier Milei dispuso, a través de un decreto de necesidad y urgencia, la derogación del régimen de sociedades del Estado, poniendo fin a las mismas y transformando todas las empresas pertenecientes al Estado en sociedades anónimas.